# オプトイン
オプトイン（英: Opt-in）は、事業者がユーザーに広告メールを送信する前に許可を取ること。また、ユーザーが事業者に許可の意思を示すこと。 オプトインは、メーリングリスト、ニュースレター、広告などをユーザーに配信する前に事業者がユーザーから取得する必要がある。許可を取らずに送信される商用メールは、迷惑メールやスパムとして批判される。 
オプトインと反対に、ユーザーが事業者に受信拒否の意思を示すことをオプトアウトという。

## 取得方法の方式
オプトインの取得方法はいくつかの一般的な方式に分類できる。

### シングルオプトイン方式
新規購読者が、メーリングリストの購読を申請するが、このアドレスが申請者のものであることを確認する手順は実行されない。そのため、メーリングリストからの電子メールがスパムと見なされる可能性がある。これは、電子メールアドレスの単純なタイプミスにより、電子メールが他の誰かに送信される場合や、他人の電子メールアドレスを無断で申請することが可能なためである。この方式の別名はUnconfirmed Opt-In.

### ダブルオプトイン方式
オプトイン申請時に、2段階の登録確認を行う方式。
新規購読者が、メーリングリストの購読を申請した際、シングルオプトイン方式とは異なり、確認メールが申請者のアドレスに送信され、実際に申請者の正しいメールアドレスであることが確認される。一般に、特別なウェブリンクをクリックしたり、返信メールに返信したりするなど、申請者の電子メールアドレスがその申請者が所有する正しいアドレスであることを確認するためには、所定の手順を踏む必要がある。ダブルオプトイン方式で示されている手順を実行すると、第三者が誤って、または悪意から他の誰かのアドレスを申請できないようにすることが可能である。もし申請が誤っている場合は、電子メール所有者が何もアクションを行わなければ、この送信者からの追加のメッセージは送信されなくなるためである。この方式をダブルオプトイン方式と呼ぶ。この方式の別名は、Confirmed Opt-In、Closed-Loop Opt-Inなど。
ダブルオプトインという用語は、1990年代後半にマーケターによって造られたもので、シングルオプトインとは区別される。ダブルオプトインでは、メーリングリストの新規購読者は、何もアクションしない場合、メールの受信を開始するかどうかを確認するメールを受け取る。一部のマーケター はダブルオプトインは、許可を2回求めるのは、すでに連絡を希望している申請者との不必要なやり取りを追加で行うことになると主張する。一方、ダブルオプトインでは、誰かが他人の電子メールアドレスでサインアップする可能性は大幅に減少する。
2003年にアメリカ合衆国で制定されたCAN-SPAM法は、オプトイン方式は必須でなく、簡単なオプトアウトの仕組みのみが必須である。ただし、日本やヨーロッパの多くの国やその他の地域では、法律によりオプトインが義務付けられている。購読者から異議申し立てがあった場合、法律的な観点で、その購読者が本当にオプトインをしたのかを証明できるのはダブルオプトイン方式のみである。

### オプトアウト方式
配信リストに最初から強制的に購読者を入れてしまう方式であり、購読者は配信停止を申請する選択肢を与えられる。この方式は、日本や欧州連合および他の多くの法域では違法である。
日本では、2008年に迷惑メール防止法 (特定電子メールの送信の適正化等に関する法律) が改正される以前は、事業者はオプトインを取らなくても件名に「未承諾広告※」と書いてメール仕訳が可能な状態にしておけば、広告メールを送っても違法にはならなかったが、改正後はオプトインが必須となった。

## 電子メールアドレスの確認方法
電子メールアドレス認証は、電子メールアドレスの所有者を実際に検証するための手法である。これは通常、トークンを含む電子メールを、確認するアドレスに送信し、そのトークンを送り返すよう要求することで実施される。多くの場合は、電子メール内のURLをクリックさせて特定のワンタイムURLにアクセスさせる。
ウィキペディアもこの方法を使用している。 

### ベストプラクティス
電子メールアドレスの検証（確認）は、多くのスパム対策支持者によって、オプトイン電子メール広告などの電子メール通信に必要な最小限の手順であると見なされている。 

## 電子メールアドレスの個人情報としての取り扱い
日本においては、電子メールアドレスは殆どの場合、個人情報であるとみなされる。また、電子メールのオプトインを取る際は殆どの場合、氏名などの個人情報とのセットで取得される。個人情報保護法では、オプトインを取る際に、入手する情報の利用目的を明確にする (第十五条) 必要があり (誰が何の目的で使うか、第三者提供を行うか)、複数の利用目的がある場合には、オプトイン時には目的別のオプトインを取得する必要がある場合がある。また、取得した情報は最新の状態に保つ (第十九条)、保有個人データの開示 (第二十八条)、オプトアウトの要求への対応 (第三十条)が同法によって求められている。